# Jan Táborský z Klokotské Hory
Jan Táborský z Klokotské Hory (1500 Klokoty – leden 1572 Praha) byl český humanista, písař, učenec a spisovatel.

## Život
Vyučil se hudbě a písařství a od roku 1519 působil krátce jako varhaník v Mělníku. Roku 1528 přišel do Prahy studovat na pražské univerzitě matematiku, navštěvoval také přednášky Pavla Příbrama o astronomii. Nejdříve sloužil jako městský písař na radnici, pak si zařídil vlastní písařskou a iluminátorskou dílnu, která se specializovala na psaní partitur církevní hudby a na iluminované kancionály. Náboženským vyznáním byl utrakvista, ale zároveň horlivý stoupenec krále Ferdinanda I. Habsburského. Roku 1543 si se ženou Kateřinou koupil dům na Novém městě a roku 1549 se přestěhoval na Staré Město, kde koupil další domy. Roku 1549 ovdověl a znovu se oženil. Zemřel v lednu 1572.

## Dílo

### Písařská a iluminátorská dílna
Z dílny, která zaměstnávala několik písařů, vyšly slavné kancionály chrudimský (1530), svatovítský (1541 a 1552), čáslavský (1557), žlutický (1558), teplický a klatovský (1560), českobrodský (1561), lounský (1563), rybářovský (1568) a další. Od roku 1529 psal Táborský také duchovní písně, které vyšly v jeho vydání kancionálu Miřinského, v Cithaře Jiřího Třanovského aj., ale narážely na odpor jak Českých bratří, tak i pražského faráře podobojí Bydžovského. Vydával tiskem i kancionály jiných autorů, zejména třetí a čtvrté vydání Miřinského »Písní Starého zákona« (1567 a 1577), k němuž připojil „Zprávu o jednostajném zpívání a o obecní notě“. Do některých kancionálů ze své dílny psal také verše s akrostichy. V kancionálu svatovítském z roku 1551 a ve "Zprávě o orloji" je i jeho portrét.

### Orloj
Roku 1551 byl Táborský městskou radou pověřen dělat po Janu Zvůnkovi správce Staroměstského orloje. První rok orloj pouze studoval, od roku 1552 jej za pomoci pražského hodináře Daniela Skřivana opravil a vylepšil: čtyřiadvacetihodinový číselník na ciferníku doplnil o dvanáctihodinový německý, do středu velké sféry umístil kovovou desku s dvanácti měsíci, do kalendářní desky doplnil mezi české patrony svatého Prokopa a Jana Husa, ctěného tehdy také jako světce. Dále doplnil orloj o tabulku se sedmi astrologickými vládci dnů v týdnu. Zavedl také samočinné otáčení desek. Nakonec dal celý orloj pozlatit. Roku 1556 však svou neopatrností způsobil požár orloje a na čas byl své funkce zbaven. Po smrti jeho nástupce Tobiáše roku 1560 však radní povolali Táborského znovu do služby.
Ke konci svého života Táborský funkce a stav orloje důkladně popsal ve „Vypsání orloje pražského“ (1570) pro staroměstskou radu. Tyto činnosti mu již dříve vynesly značné jmění, roku 1554 také erb, predikát „z Klokotské Hory“ a roku 1556 jej král Ferdinand I. Habsburský povýšil do vladyckého stavu.